# Torrent Bernat
El Torrent Bernat és un afluent per l'esquerra de la Riera de l'Hospital que transcorre íntegrament pel terme municipal de Montmajor (Berguedà). La xarxa hidrogràfica del Torrent Bernat està integrada per tres cursos fluvials que sumen una longitud total de 2.849 m.